# Ady Jean Gardy
Pour les articles homonymes, voir Gardy.
Vous pouvez aider à l'améliorer ou bien discuter des problèmes sur sa page de discussion.
- Certaines informations devraient être mieux reliées aux sources mentionnées dans la bibliographie ou les liens externes. Améliorez sa vérifiabilité en les associant par des références. (Marqué depuis mars 2017)

Ady Jean Gardy, né à Port-au-Prince à Haïti le 15 septembre 1957, est un journaliste de carrière. Chef de cabinet au sein du ministère des Affaires étrangères d'Haïti, il se voit confier en 2012 un poste d'ambassadeur auprès de l'Union africaine avec pour mission de chercher l’agrément d’Haïti au sein de l’organisation. Il occupe le poste de ministre de la Communication durant la période de 2012 à 2013.